# 許汝棻

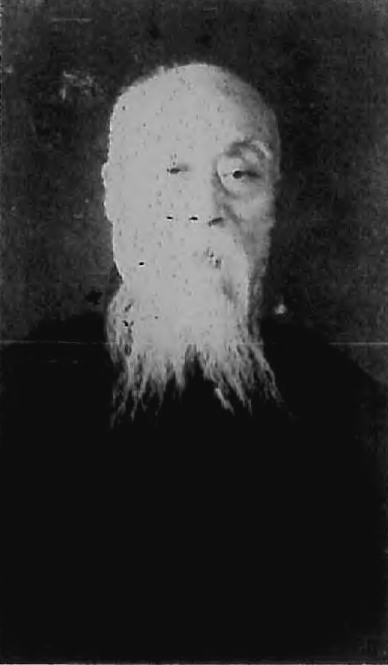
許汝棻

許汝棻（1863年—？），江苏丹徒人，字鲁山，号夢虚跛叟，清朝政治人物、進士出身。

## 生平
光緒二十四年（1895年）登進士，同年五月，以主事分部学习，任福建财政监理官。1932年，任滿洲國國務院次長。1937年辭職。